# Lokomotiva IVe StEG
Lokomotivy kategorie IVe StEG byly parní lokomotivy pro osobní vlaky Engerthova typu, vyrobené  v letech 1866–1873 pro Společnost státní dráhy (StEG), soukromou železniční společnost Rakouska-Uherska vlastní lokomotivkou  v celkovém počtu 93 kusů.

## Vznik a výroba
Lokomotivy kategorie TLg' se  v provozu dobře osvědčovaly; daní za velký průměr kol a odlehčenou stavbu byla poměrně malá tažná síla, ztěžující rozjezdy s vlakem a omezující jejich všestrannější využití. StEG proto u Haswella požadovaly dodávku strojů obdobných parametrů, ale s koly o průměru o ½ rakouské stopy menším (jen 1580 mm). Změna se příznivě projevila na jízdních vlastnostech, přitom díky robustnějším ložiskům a vylepšenému mazání lokomotivám zůstala maximální rychlost 70 km/h.
První série 8 strojů byla vyrobena roku 1866, k plné spokojenosti objednatele. Další tak následovaly  v letech 1868–1873, jejich počet dosáhl 93 kusů, staly se tak prvním typem hromadně vyráběných lokomotiv  v monarchii. V provozu dostaly čísla 178–270. Kromě čísel byly stroje opatřeny i jmény. Prvních 8 lokomotiv bylo přiřazeno ještě k předchozí kategorii TLg', později ale byly vedeny  v kategorii TLe. Od roku 1873 pro ně byla zřízena kategorie IVe s čísly 367–459, když označování jmény bylo opuštěno. Po postátnění jihovýchodní linie Společnosti roku 1891 byly stroje, které připadly Maďarským královským drahám, označeny řadou TⅡ, později řadou 250 MÁV. Ve 3. označovacím schématu StEG používaném po roce 1897 byly zbývající stroje vedeny jako řada 22. C.k. státní dráhy jim vyhradily řadu 14 (druhé obsazení). Vyřazeny byly do roku 1924.

## Technické provedení

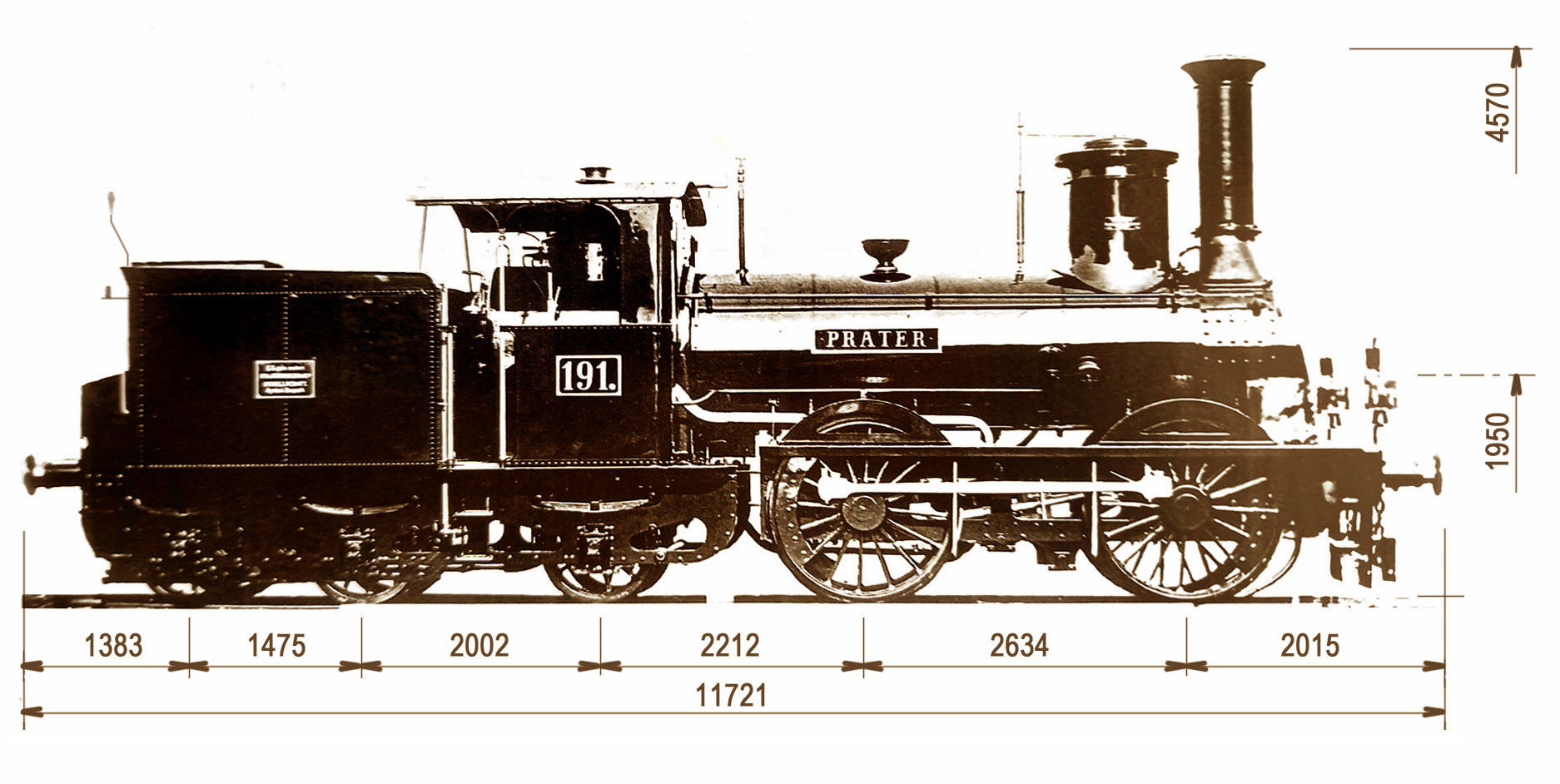
Lokomotiva StEG č.191 "PRATER" (lok.StEG výr.č.866/68, později IVe 380, 2206 a kkStB 14.01), dodaná na severní - českou linii Společnosti. tovární snímek, 1868 (rozměrový náčrtek)

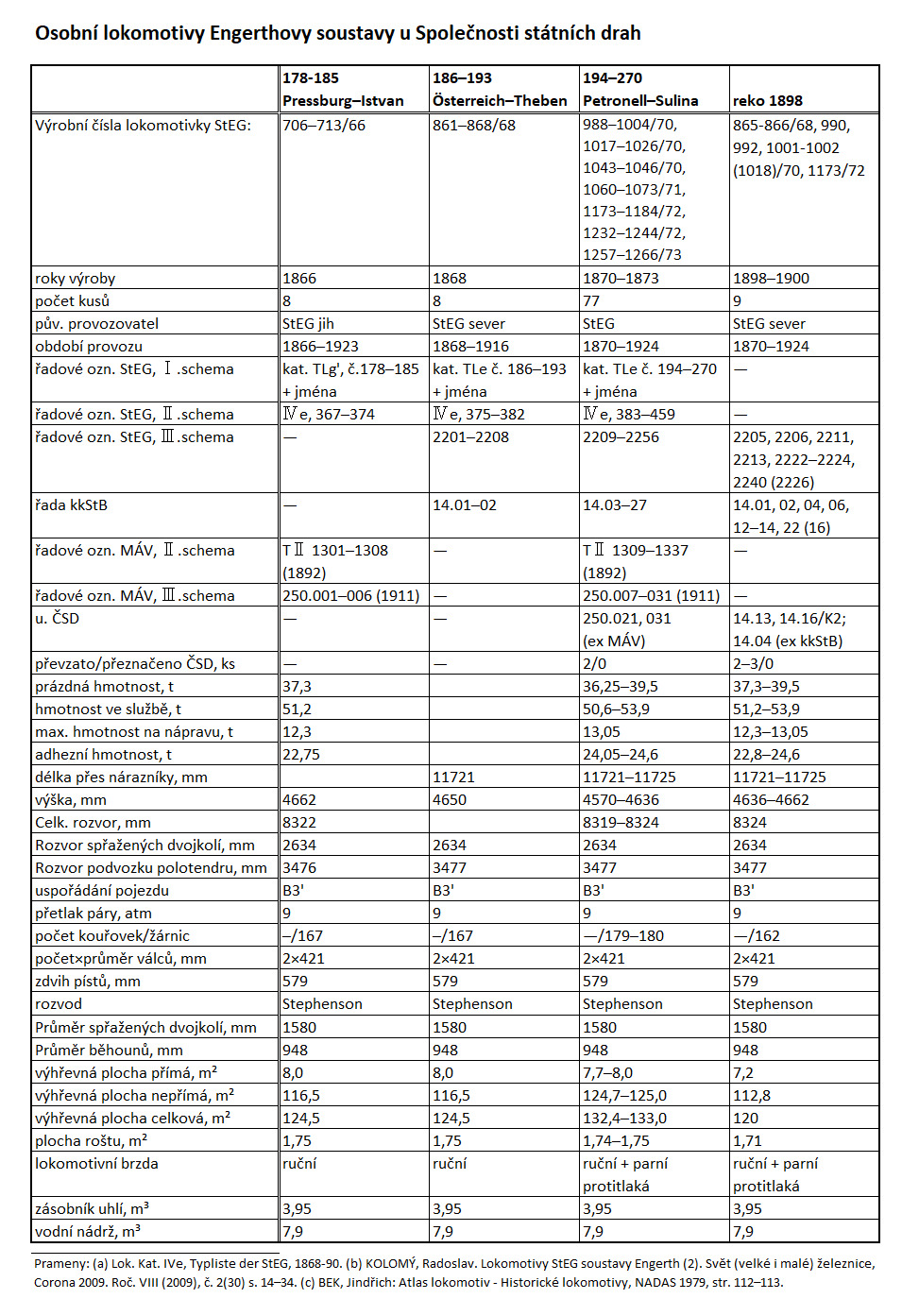
Tabulkový přehled základních parametrů lokomotiv StEG č. 178–270 / IVg'+IVe

Lokomotivy byly přímým pokračováním série č.170–177 (IVg'), se kterými měly většinu konstrukčních celků společných. Koncepčně to byly stroje Engerthovy polotendrové soustavy, tj. část hmotnosti kotle a topeniště nesl (přes talířové opěry a kluznice) vzadu přes kulový čep připojený běžný podvozek, na kterém bylo i stanoviště personálu a tendr se zásobníky vody a uhlí. Rám dvojspřežní lokomotivy byl plechový vnitřní, u podvozku podpůrného tendru vnější. Nápravy uložené  v rozsochách byly odpruženy listovými pružnicemi. Maximální hmotnost na nápravu dosahovala ve službě 12 až 13 t.
Dvojčitý expanzní parní stroj na mokrou páru byl tzv. britského provedení. Válce uložené  v úklonu, ojnice s křižáky, společná šoupátková komora plochých šoupátek a je ovládající výstředníkový rozvod byly uvnitř rámu, vně kol byly jen spojnicové tyče. Druhá, dvakrát zalomená náprava byla hnací.
Kotel pracoval oproti sérii č.170-177 se zvýšeným tlakem 9 atmosfér. Jeho válcová část byla mírně zkrácená a zvětšeného průměru, od roku 1870 s dále navýšenými parametry. Na kotli byla nálevka k plnění vodou za studena. Pro vzhled lokomotivy byla charakteristická jediná masivní přívodní trubka vedoucí vpředu přes dýmnici od regulátoru  v parním dómu k šoupátkové komoře parního stroje. Pérové pojistné ventily byly na dómu a pod kuželovým krytem na skříňovém kotli. Mazání zajišťovaly kapací mazničky na rostlinný olej; po roce 1880 byla dosazována centrální Kernaulova maznice k mazání válců minerálním mazivem. Dyšna  v dýmnici vybavená klapkovým ejektorovým aparátem a pomocnou dmychavkou umožňovala regulaci tahu. Komín byl rovný, původně plechový, později litinový s korunkou a uzavírací klapkou.
Brzda byla ruční, působící na dvě zadní dvojkolí polotendru. Od roku 1870 byla už z výroby osazována také parní protitlaková brzda Le Chatelier. Písečníky umístěné vpředu nad ochozy pískovaly před první dvojkolí, jednostranně jen pro jízdu vpřed. Stanoviště čety prvních lokomotiv bylo u první série vybaveno čelním ochranným štítem s krátkou stříškou na sloupcích; další dodávky už měly plnohodnotné budky.

## Úpravy a přestavby
Lokomotivy Engerth starších provedení se při hlavních opravách průběžně modernizovaly a sjednocovaly po vzoru provedení posledních vyrobených kategorie IVe. Mj. byla místo tažných háků s řetězy dosazována šroubovka, měněna pouzdra křižákových a ojničních čepů a  v 80. letech bylo u lokomotiv ze severní linie jako na jedny z prvních dodáváno vybavení jednoduché sací brzdy Hardy,, zatímco uherské lokomotivy o něco později dostávaly tlakovou brzdu Westinghouse. Po roce 1878 bylo do 5 lokomotiv IVe zkušebně zestavěno topeniště Polonceau se samonosným stropem. Od konce 80. let probíhaly rozsáhlejší rekonstrukce kotlů spojené s výměnou skříňové části, vč. topeniště, úprav budky a přestavování vnějšího rozvodu.

## Provoz
Při zkouškách lokomotivy utáhly vlak 400 t těžký do stoupání 1:250 (4 ‰) rychlostí 23 km/h. Engerthky se uplatnily  v dopravě osobních, poštovních a lehkých nákladních vlaků na hlavních tratích. Měly díky stabilizujícímu účinku polotendru dobré jízdní vlastnosti a klidný chod i při vyšších rychlostech a díky krátkému rozvoru mohly být  v koncových stanicích bez problémů otáčeny na tehdejších krátkých točnách najednou, bez rozpojování. Nevýhodou ale byly malé zásoby vody a uhlí což omezovalo jejich akční rádius.
První dodané stroje 178–185 (IVe 367–374) StEG nasadila na jihovýchodní linii, převážně je provozovaly výtopny Pešť a Nové Zámky  v relacích na Vídeň a Temešvár; druhá dodávka strojů 186–193 (IVg 375–382) směřovala na severní linii, přiděleny byly výtopnám Česká Třebová nebo Praha, odkud dopravovaly vlaky mezi Brnem, Prahou a Podmokly. Další vyrobené lokomotivy se postupně dostaly do většiny výtopen na hlavních tratích Společnosti. Nová lokomotiva č.260 "AUSTRIA" z poslední dodávky byla jedním z exponátů lokomotivky na světové výstavě ve Vídni roku 1873.
Se zestátněním uherské části tratí StEG (ÁVT) přešlo roku 1891 k MÁV 37 strojů IVe. Tratě Společnosti  v předlitavské části monarchie byly postátněny  v roce 1909, spolu se zbývajícími 56 lokomotivami (tehdy už řady 22 StEG), rozmístěnými ve výtopnách StEG Vídeň, Hrušovany, Brno, Veselí n.M., Č.Třebová, Pardubice, Meziměstí, Praha, Bubny. KkStB je ještě po roce 1911 přeznačily na řadu 14,  v té době už ale lokomotivy dosluhovaly na posunu a pracovních vlacích a byly průběžně rušeny.
Po rozpadu Rakousko-Uherska  v roce 1918  v samotném Maďarsku zůstaly provozní jen 2 stroje řady 250 na jižním Slovensku a připadly tedy ČSD. Také 3 ještě existující lokomotivy kkStB zůstaly u ČSD. Zrušeny byly do roku 1920. Výjimkou byly stroje 14.04, převzatý od BBÖ dodatečně a zrušený roku 1924, a 14.16, převedený na vytápěcí kotel K2 pro dílny ÚTD  v Ústí nad Labem a zlikvidovaný až roku 1936.